# Jesús Ángel García
Jesús Ángel García (n. 17 octombrie 1969, Madrid, Spania) este un mărșăluitor spaniol.

## Carieră
A participat la Jocurile Olimpice din 1992 de la Barcelona în proba de 50 km marș unde a s-a clasat pe locul 10. În anul următor, la Campionatul Mondial din 1993 de la Stuttgart, a câștigat titlul mondial tot la proba de 50 km marș. La Campionatul European din 1994 a obținut locul 4 și la Campionatul Mondial din 1995 locul 5. În anul 1997 García a devenit vicecampionul mondial la Atena.
După o perioadă mai slabă spaniolul a revenit la Campionatul Mondial din 2001, câștigând medalia de argint. La Campionatul European din 2002 de la München a câștigat medalia de bronz și la Campionatul European din 2006 medalia de argint. În 2009, la vârsta de aproape 40 de ani, a devenit din nou vicecampionul mondial.
A participat de opt ori la Jocurile Olimpice, la Jocurile Olimpice din 1992, 1996, 2000, 2004, 2008, 2012, 2016 și 2020, dar nu a câștigat nicio medalie. Cele mai bune rezultate au fost locul 4 (2008 la Beijing) și locul 5 (2004 la Atena). La Jocurile Olimpice din 2016 a fost portdrapelul Spaniei la ceremonia de închidere.
Jesús García a fost căsătorit cu fosta gimnastă Carmen Acedo.

## Palmares
| An   | Competiție                             | Locație                        | Loc | Eveniment  | Note    |
| ---- | -------------------------------------- | ------------------------------ | --- | ---------- | ------- |
| 1991 | Universiada                            | Sheffield, Marea Britanie      | 5   | 50 km marș | 1:26:17 |
| 1992 | Jocurile Olimpice                      | Barcelona, Spania              | 10  | 50 km marș | 3:58:43 |
| 1993 | Cupa Mondială de Marș                  | Monterrey, Mexic               | 2   | 50 km marș | 3:52:44 |
| 1993 | Campionatul Mondial                    | Stuttgart, Germania            | 1   | 50 km marș | 3:41:41 |
| 1994 | Campionatul European                   | Helsinki, Finlanda             | 4   | 50 km marș | 3:45:25 |
| 1995 | Cupa Mondială de Marș                  | Beijing, China                 | 2   | 50 km marș | 3:41:54 |
| 1995 | Campionatul Mondial                    | Göteborg, Suedia               | 5   | 50 km marș | 3:48:05 |
| 1996 | Cupa Europei de Marș                   | La Coruña, Spania              | 1   | 50 km marș | 3:51:01 |
| 1996 | Cupa Europei de Marș                   | La Coruña, Spania              | 1   | echipe     | 3:51:01 |
| 1996 | Jocurile Olimpice                      | Atlanta, Statele Unite         | —   | 50 km marș | NT      |
| 1997 | Cupa Mondială de Marș                  | Poděbrady, Cehia               | 1   | 50 km marș | 3:39:54 |
| 1997 | Campionatul Mondial                    | Atena, Grecia                  | 2   | 50 km marș | 3:44:59 |
| 1998 | Cupa Europei de Marș                   | Dudince, Slovacia              | 2   | 50 km marș | 3:43:17 |
| 1998 | Cupa Europei de Marș                   | Dudince, Slovacia              | 1   | echipe     | 3:43:17 |
| 1998 | Campionatul European                   | Budapesta, Ungaria             | —   | 50 km marș | DS      |
| 1999 | Cupa Mondială de Marș                  | Mézidon-Canon, Franța          | 4   | 50 km marș | 3:40:40 |
| 1999 | Campionatul Mondial                    | Sevilla, Spania                | —   | 50 km marș | NT      |
| 2000 | Cupa Europei de Marș                   | Eisenhüttenstadt, Germania     | 1   | 50 km marș | 3:42:51 |
| 2000 | Cupa Europei de Marș                   | Eisenhüttenstadt, Germania     | 2   | echipe     | 3:42:51 |
| 2000 | Jocurile Olimpice                      | Sydney, Australia              | 12  | 50 km marș | 3:49:31 |
| 2001 | Cupa Europei de Marș                   | Dudince, Slovacia              | 1   | 50 km marș | 3:44:26 |
| 2001 | Cupa Europei de Marș                   | Dudince, Slovacia              | 2   | echipe     | 3:44:26 |
| 2001 | Campionatul Mondial                    | Edmonton, Canada               | 2   | 50 km marș | 3:43:07 |
| 2002 | Campionatul European                   | München, Germania              | 3   | 50 km marș | 3:44:33 |
| 2002 | Cupa Mondială de Marș                  | Torino, Italia                 | —   | 50 km marș | DS      |
| 2003 | Campionatul Mondial                    | Paris, Franța                  | 6   | 50 km marș | 3:43:56 |
| 2004 | Jocurile Olimpice                      | Atena, Grecia                  | 5   | 50 km marș | 3:44:42 |
| 2004 | Cupa Mondială de Marș                  | Naumburg, Germania             | 6   | 50 km marș | 3:50:33 |
| 2005 | Cupa Europei de Marș                   | Miskolc, Ungaria               | 14  | 20 km marș | 1:24:05 |
| 2005 | Cupa Europei de Marș                   | Miskolc, Ungaria               | 2   | echipe     | 1:24:05 |
| 2005 | Campionatul Mondial                    | Helsinki, Finlanda             | —   | 50 km marș | DS      |
| 2006 | Campionatul European                   | Göteborg, Suedia               | 2   | 50 km marș | 3:42:48 |
| 2006 | Cupa Mondială de Marș                  | La Coruña, Spania              | 6   | 50 km marș | 3:46:11 |
| 2007 | Cupa Europei de Marș                   | Leamington Spa, Marea Britanie | 6   | 50 km marș | 3:46:08 |
| 2007 | Cupa Europei de Marș                   | Leamington Spa, Marea Britanie | 2   | echipe     | 3:46:08 |
| 2007 | Campionatul Mondial                    | Osaka, Japonia                 | —   | 50 km marș | DS      |
| 2008 | Cupa Mondială de Marș                  | Ceboksarî, Rusia               | 14  | 50 km marș | 3:52:31 |
| 2008 | Jocurile Olimpice                      | Beijing, China                 | 4   | 50 km marș | 3:44:08 |
| 2009 | Cupa Europei de Marș                   | Metz, Franța                   | 2   | 50 km marș | 3:46:27 |
| 2009 | Cupa Europei de Marș                   | Metz, Franța                   | 2   | echipe     | 3:46:27 |
| 2009 | Campionatul Mondial                    | Berlin, Germania               | 2   | 50 km marș | 3:41:37 |
| 2010 | Cupa Mondială de Marș                  | Chihuahua, Mexic               | 5   | 50 km marș | 3:55:41 |
| 2010 | Campionatul European                   | Barcelona, Spania              | 5   | 50 km marș | 3:47:56 |
| 2011 | Campionatul Mondial                    | Daegu, Coreea de Sud           | —   | 50 km marș | DS      |
| 2012 | Cupa Mondială de Marș                  | Saransk, Rusia                 | 4   | 50 km marș | 3:48:15 |
| 2012 | Jocurile Olimpice                      | Londra, Marea Britanie         | 17  | 50 km marș | 3:48:32 |
| 2013 | Cupa Europei de Marș                   | Dudince, Slovacia              | 10  | 50 km marș | 3:52:37 |
| 2013 | Campionatul Mondial                    | Moscova, Rusia                 | 11  | 50 km marș | 3:46:44 |
| 2014 | Cupa Mondială de Marș                  | Taicang, China                 | 18  | 50 km marș | 3:55:38 |
| 2014 | Campionatul European                   | Zürich, Elveția                | 7   | 50 km marș | 3:45:41 |
| 2015 | Cupa Europei de Marș                   | Murcia, Spania                 | —   | 50 km marș | DS      |
| 2015 | Campionatul Mondial                    | Beijing, China                 | 9   | 50 km marș | 3:46:43 |
| 2016 | Campionatul Mondial de Marș pe Echipe  | Roma, Italia                   | —   | 50 km marș | NT      |
| 2016 | Jocurile Olimpice                      | Rio de Janeiro, Brazilia       | 20  | 50 km marș | 3:54:29 |
| 2018 | Campionatul Mondial de Marș pe Echipe  | Taicang, China                 | 18  | 50 km marș | 3:53:48 |
| 2019 | Cupa Europei de Marș                   | Alytus, Lituania               | 15  | 50 km marș | 3:57:51 |
| 2019 | Cupa Europei de Marș                   | Alytus, Lituania               | 2   | echipe     | 3:57:51 |
| 2019 | Campionatul Mondial                    | Doha, Qatar                    | 8   | 50 km marș | 4:11:28 |
| 2021 | Campionatul European de Marș pe Echipe | Poděbrady, Cehia               | 19  | 50 km marș | 4:01:14 |
| 2021 | Jocurile Olimpice                      | Tokio, Japonia                 | 35  | 50 km marș | 4:10:03 |

## Recorduri personale
| Probă      | Performanță | Dată            | Locație   |
| ---------- | ----------- | --------------- | --------- |
| 20 km marș | 1:23:00     | 20 iunie 2009   | La Coruña |
| 50 km marș | 3:39:54     | 20 aprilie 1997 | Poděbrady |